# Památník českých a moravských obětí šoa
Památník českých a moravských obětí šoa v Pinkasově synagoze v Praze 1 připomíná české a moravské oběti šoa prostřednictvím jejich jmen vypsaných na zdech synagogy. Monument vznikl v 50. letech 20. století z iniciativy Státního židovského muzea. Ačkoli byl v minulosti dlouhodobě uzavřen a několikrát poškozen, dnes díky péči Židovského muzea v Praze slouží svému účelu.

## Okolnosti vzniku

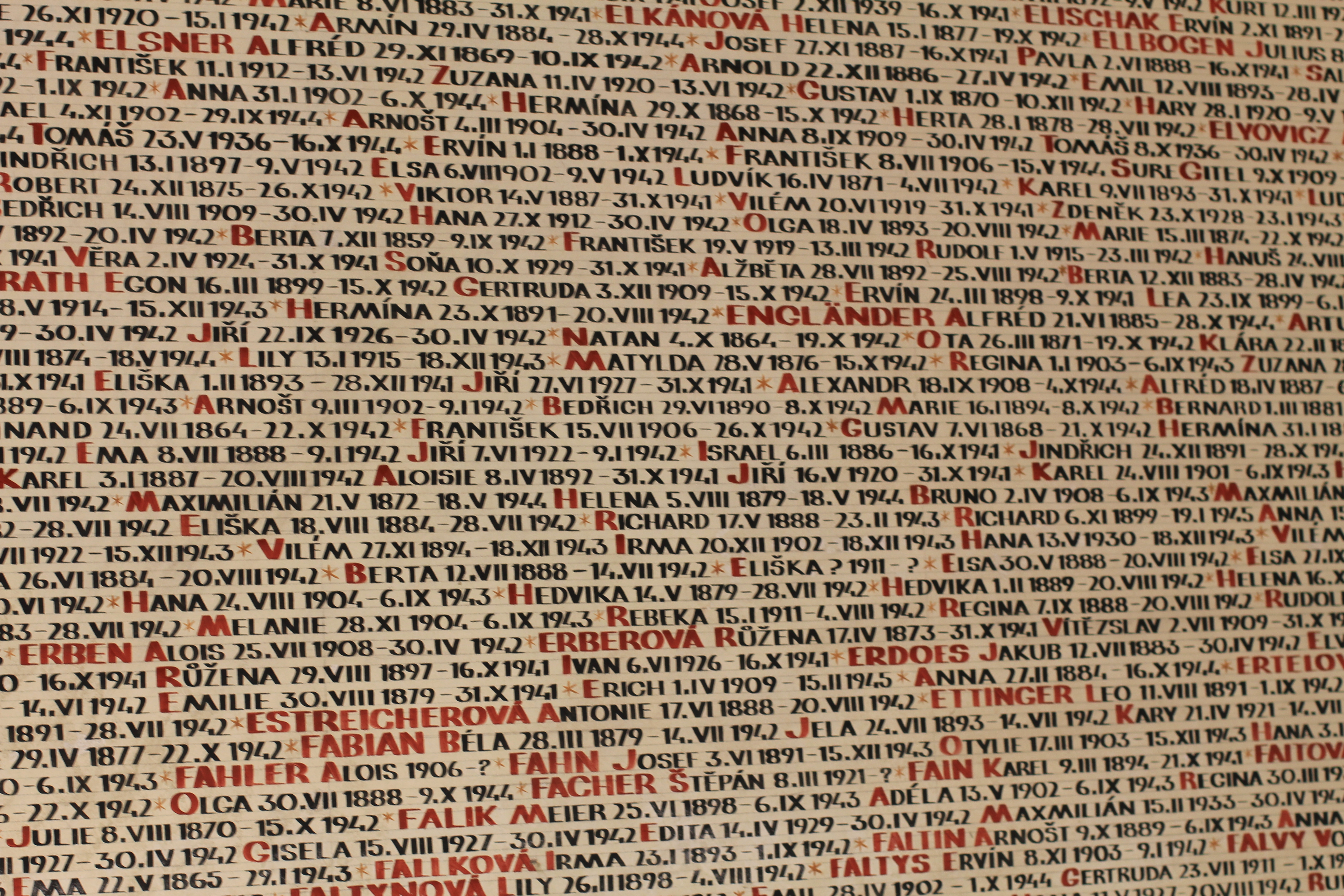
Detailní pohled na vypsaná jména

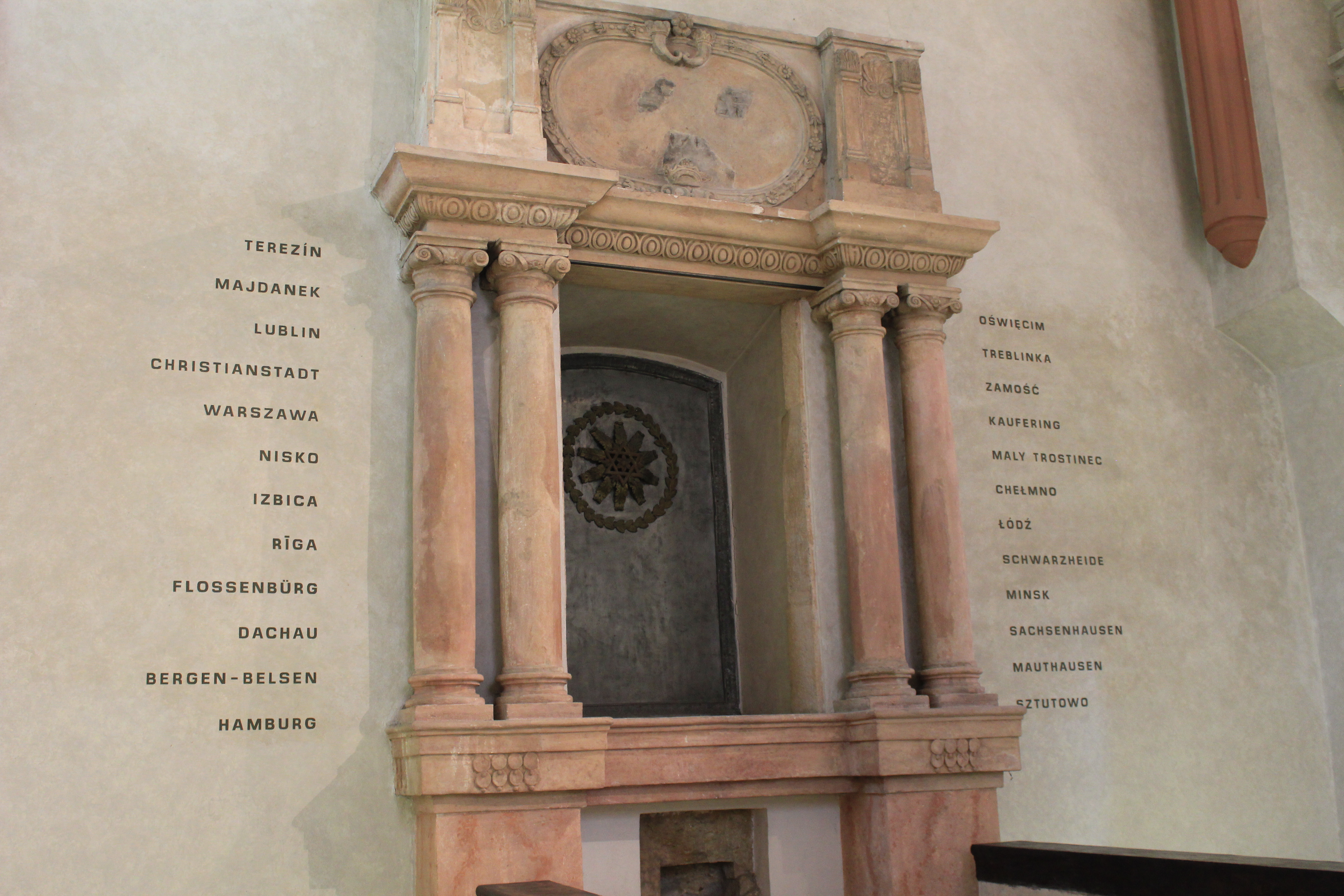
Stěna s prázdným aron ha-kodeš a jmény ghett, koncentračních a vyhlazovacích táborů

Východiskem pro vznik památníku byly úvahy, jak využít Pinkasovu synagogu, která prošla v letech 1950–1954 rozsáhlou a komplikovanou rekonstrukcí. Za druhé světové války tato budova sloužila jako skladiště. Ačkoli se i tehdy v Židovském ústředním muzeu objevily návrhy přetvořit ji ve výstavní prostor, kroky, které by za tím účelem bylo nutné podniknout, byly vyhodnoceny jako příliš náročné. V 50. letech 20. století tedy vedení Státního židovského muzea rozhodlo, že příštím smyslem Pinkasovy synagogy bude připomínat české a moravské Židy, kteří se nevrátili z ghett, koncentračních  a vyhlazovacích táborů. O podobě památníku se tehdejší ředitelka muzea Hana Volavková radila s odborníky a přáteli, avšak se základní ideou, že v památníku budou vypsána jména obětí, přišla zřejmě sama. Profesor užité malby na Vysoké škole umělecko-průmyslové Josef Kaplický jí pak doporučil svého žáka Jiřího Johna, který si se svolením muzea vybral za spolupracovníka svého kolegu a přítele Václava Boštíka. Smlouva s oběma umělci byla uzavřena 20. listopadu 1954. Přípravné práce trvaly necelý rok. Podle dostupných písemných pramenů mohli oba umělci začít se zápisem jmen 5. září 1955.

## Podoba
Jména pocházela z oficiálních transportních listin a na stěny byla zapisována technikou al secco. Počet jmen postupně rostl, jak byly příslušné materiály zpracovávány, a také přispěním návštěvníků – nejstarší dokumenty uvádí číslo 77 282, často se lze setkat s číslem 77 297 či 77 298. V souladu s konečným návrhem byla jména uspořádána podle obcí, v nichž lidé původně bydleli, dále podle abecedního pořadí příjmení a s ohledem na příslušnost k určité rodině. Jména obcí byla vyvedena žlutě, příjmení a iniciály osobních jmen červeně, zbytek jmen, spolu s daty narození a deportace černě. Jednotlivé rodiny a celky obcí byly od sebe odděleny žlutou hvězdičkou. Jména vyplňují naprostou většinu plochy stěn synagogy, kromě prvního patra a východní stěny, kde jsou po stranách prázdného svatostánku vypsány černým písmem ghetta a koncentrační tábory. Také pod okny v jižní stěně je vyvedena tradiční zkratka tesaná na hroby „Nechť jsou jejich duše přijaty do svazku živých...“ (formulace čerpá z I Sam 25:29).

## Památník za komunistického režimu
Malířské práce trvaly téměř do konce roku 1959 a památník byl slavnostně otevřen 6. března 1960 u příležitosti tryzny za oběti šoa na výročí likvidace rodinného tábora v Auschwitz (noc z 8. na 9. března 1944). Přístupný památník zůstal pouze 8 let, poté byl uzavřen, údajně proto, aby mohl být upraven tak, aby ho nadále nepoškozovala spodní voda. S jejím nepříznivým vlivem se ovšem počítalo od začátku, i když s nadějí, že veškeré nápisy přetrvají aspoň jednu generaci. Níže položené a více ohrožené nápisy neměly být později obnovovány. Památník se tak měl připodobnit hřbitovu, kde poklesnuvší náhrobky také nebývají narovnávány.
Někdy během prací a snad v souvislosti s nimi byla část nápisů odstraněna či zabílena. Záhy, ještě v roce 1968, stavebníci objevili starou studnu. S ohledem na tento nález byl zahájen archeologický průzkum, který odhalil další studnu a mikve. To vše slíbené opravy zkomplikovalo. Dobová zpráva v odborném tisku zmiňuje rovněž problémy se statikou.
Doba uzavření památky se pravděpodobně neúměrně protáhla taktéž z politických důvodů, i když sílu vlivu tohoto faktoru nelze přesně určit. V reakci na šestidenní válku Československo v roce 1967 přerušilo diplomatické vztahy s Izraelem a rozběhla se „antisionistická“ či spíše obecně protižidovská kampaň, která se v případě památníku mohla projevit liknavým přístupem k objektivně nutné rekonstrukci.

## Památník v současnosti
Památník zůstal uzavřen do Sametové revoluce, opravy v něm probíhaly ještě v letech 1990–1992 a obnova jmen pokračovala ještě další tři roky, již za běžného provozu. Oproti původnímu zpracování byl při novém zápisu kladen větší důraz na uspořádanost a jednotu stylu, přinejmenším dle názoru jednoho z autorů, Václava Boštíka (Jiří John se obnovy nedožil kvůli chronickému onemocnění ledvin, k jehož rozvoji přispěla také  léta práce v chladné a vlhké synagoze). Původní nápisy byly na dvou místech zachovány. Ani ne desetiletí po opravě však synagogu poškodila povodeň z roku 2002, která synagogu zaplavila do výše 1,5 m. Péče však musela být věnována spíše budově a zázemí, než samotným nápisům.
Po této, zatím poslední rozsáhlé rekonstrukci se památník opět otevřel návštěvníkům. Každý rok se zde koná tryzna za české oběti šoa, a to 8. března, na výročí vyvraždění terezínského rodinného tábora v Auschwitz.

### Digitální rozšíření Pinkasovy synagogy
Digitální rozšíření expozice je dostupné prostřednictvím informačního kiosku uvnitř synagogy a webového rozhraní. Elektronická databáze obsahuje jména jednotlivých obětí včetně jejich portrétů, pokud jsou snímky muzeu k dispozici. Databáze rovněž umožňuje vyhledat polohu jmen jednotlivých obětí na zdech synagogy.